# Přelíc
Přelíc település Csehországban, a Kladnói járásban. Přelíc Řisuty, Slaný, Smečno, Studeněves és Ledce településekkel határos. Lakosainak száma 394 fő (2024. január 1.).

## Népesség
A település lakosságának változását az alábbi diagram mutatja:
| Lakosok száma | 368  | 510  | 635  | 475  | 347  | 328  | 389  | 388  | 380  | 394  |
|               | 1869 | 1890 | 1921 | 1950 | 1980 | 2001 | 2017 | 2019 | 2022 | 2024 |